# Deutsche Gesellschaft für Pflanzenernährung
Die Deutsche Gesellschaft für Pflanzenernährung e. V. (DGP) ist eine Fachgesellschaft, deren Mitglieder auf dem Gebiet der Pflanzenernährung wissenschaftlich tätig sind.

## Aufgaben und Struktur
Zweck und Ziel dieser 1968 gegründeten Fachgesellschaft ist die Förderung von Forschung und Lehre der Pflanzenernährung vor allem durch Vortragstagungen und Publikationen. Zu den Arbeitsschwerpunkten gehören die Ertragsphysiologie der Pflanzen, Wechselwirkungen zwischen Pflanzen und Boden sowie Fragen zum Nährstoffhaushalt und zur Düngung. Es bestehen enge Kontakte zu fachlich benachbarten Disziplinen (Bodenkunde, Pflanzenbau, Phytomedizin, Pflanzenphysiologie u. a.).
Die Fachgesellschaft hat 190 Mitglieder (Stand 2009). Publikationsorgan ist die „Zeitschrift für Pflanzenernährung und Bodenkunde“ (Journal of Plant Nutrition and Soil Science), die seit 1975 gemeinsam mit der Deutschen Bodenkundlichen Gesellschaft herausgegeben wird. Neben wissenschaftlichen Beiträgen, in den letzten Jahren überwiegend in englischer Sprache, werden in der zweimonatlich erscheinenden Zeitschrift auch interne Mitteilungen aus beiden Fachgesellschaften veröffentlicht.